# 呂喬年
呂喬年（?—?），字巽伯，壽州（今壽縣）人。
呂祖儉長子，袁燮《居士阮君墓誌銘》曰：“東萊呂君子約，某之畏友也。長子喬年巽伯克肖厥父，議論勁正不阿。”呂喬年收集有呂祖謙專著《東萊集》40卷，又編《麗澤論說集錄》10卷。